# Nebrídio (prefeito pretoriano)
Nebrídio (em latim: Nebridius) foi um oficial romano do século IV, ativo sob os imperadores Constâncio II (r. 337–361), Valentiniano I (r. 364–375) e Valente (r. 364–378).

## Vida
Nebrídio era nativo da Etrúria, o pai de uma moça de nome desconhecido e tio de Andrônico. Reteve ofícios inferiores não especificados nas fontes antes de 354. Em 354, tornar-se-ia conde do Oriente em sucessão de Honorato. Ainda em 354, levou soldados à Isáuria para aliviar Castrício. Em 358, foi substituído por Domício Modesto. Em 360, foi questor do palácio sagrado de Juliano na Gália e nessa posição aconselhou seu mestre a submeter-se às exigências de Constâncio por tropas. Nesse mesmo ano, Constâncio promoveu-o a prefeito pretoriano da Gália, em sucessão de Florêncio. Se recusou a apoiar a marcha de Juliano contra Constâncio em 361, e depois de quase ser linchado pelas tropas recebeu a permissão de retornar à Etrúria. Em 365, sucedeu brevemente Salúcio como prefeito pretoriano do Oriente através a influência de Petrônio, mas foi rapidamente capturado pelo usurpador Procópio e foi forçado a escrever cartas oficiais em seu nome; na ocasião Salúcio foi reinstalado. Esse episódio é citado na oração VII.91B e 92C de Temístio a partir da qual é possível inferir que Nebrídio morreu em 365/366.